# Liste der Monuments historiques in Cheffois
Die Liste der Monuments historiques in Cheffois führt die Monuments historiques in der französischen Gemeinde Cheffois auf.

## Liste der Bauwerke
| Bezeichnung                      | Beschreibung | Standort               | Kennzeichnung | Schutzstatus | Datum | Bild           |
| -------------------------------- | ------------ | ---------------------- | ------------- | ------------ | ----- | -------------- |
| Dolmen Pierre-qui-vire           |              | (Lage)                 | PA00110074    | Classé       | 1924  | weitere Bilder |
| Kirche St-Pierre                 |              | (Lage)                 | PA00110075    | Classé       | 1982  |                |
| Ferme fortifiée de la Girardière |              | (Lage)                 | PA00110076    | Inscrit      | 1984  |                |
| Pierre à cupules des Girardières |              | Les Girardières (Lage) | PA00110077    | Classé       | 1926  |                |
| Polissoir de la Vésinière        |              | (Lage)                 | PA00110078    | Classé       | 1926  | weitere Bilder |

## Liste der Objekte
- Monuments historiques (Objekte) in Cheffois in der Base Palissy des französischen Kultusministeriums